# Abernathyit
Abernathyit (Thompson & al., 1956), chemický vzorec K(UO2)(AsO4)•3H2O, je čtverečný minerál. Minerál je pojmenován po Jessovi Abernathym, majiteli dolu v americkém Utahu, který nalezl v roce 1953 první vzorek.

## Původ
Sekundární minerál uranového ložiska.

## Morfologie
Tvoří drobné až 3 mm velké, tlustě tabulkovité nebo tence tabulkovité krystaly s převládajícími tvary {001} a {110}, případně tvoří šupinkaté agregáty.

## Vlastnosti
- Fyzikální vlastnosti: Tvrdost 2–3, křehký, hustota 3,44 g/cm³, štěpnost dokonalá podle {001}, lom lasturnatý.
- Optické vlastnosti: Barva žlutá, lesk skelný, průhlednost: průhledný, vryp světle žlutý. V krátkovlnném i dlouhovlnném UV záření slabě žlutozelená fluorescence.
- Chemické vlastnosti: K 7,52 %, U 45,77 %, As 14,41 %, H 1,55 %, O 30,76 %.

## Naleziště
- Francie – Riviéral (důl, Lodéve, Hérault).
- Německo – Sailauf v Bavorsku (sv. od Aschaffenburgu)
- USA – Tuba City (Coconino Co.) Arizona; Clyde Long property (San Juan Co.) a West mine (Saguache Co.) Colorado; Cave Hills (Harding Co.) a Slim Buttes (Harding Co.) Jižní Dakota; Fuemrol No.2 mine (Temple Mountain, Emery Co.) Utah